# Lois Jules Ferry
Pour les articles homonymes, voir Ferry.

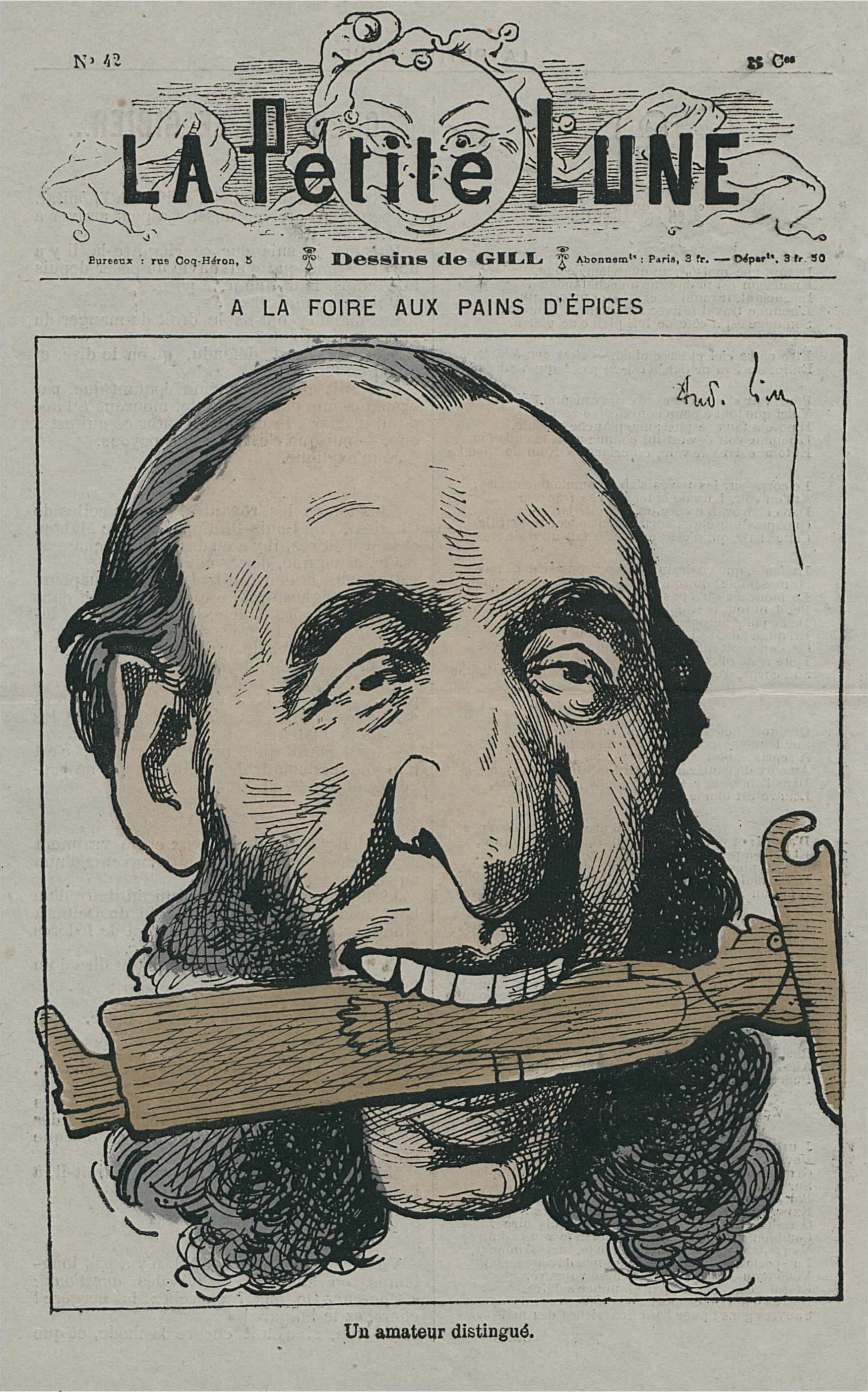
Caricature de Jules Ferry croquant un curé en pain d'épices, 1879.

Les lois Jules Ferry sont deux lois sur l'école primaire en France votées en 1881-1882 sous la Troisième République, qui rendent l'école gratuite (loi du 16 juin 1881), l'instruction primaire obligatoire et participent à laïciser l’enseignement public (loi du 28 mars 1882). Elles sont associées au nom de Jules Ferry, dirigeant politique républicain des débuts de la Troisième République, qui a notamment exercé la fonction de ministre de l’Instruction publique deux fois entre 1879 et 1883.
Plus généralement, l’expression « lois Jules Ferry » peut désigner un ensemble plus vaste de textes réformant l’enseignement en France entre 1879 et 1886 à l’initiative de Jules Ferry. Cet ensemble inclut, outre les deux lois précédentes relatives à l’école primaire objet de cet article, des lois relatives à la formation des professeurs, à l’enseignement secondaire et supérieur, ou au fonctionnement de commissions administratives compétentes en matière d’enseignement. La loi Goblet du 30 octobre 1886 parachève les lois Jules Ferry en confiant à un personnel exclusivement laïque l'enseignement dans les écoles publiques, remplaçant les instituteurs congrégationnistes ; elle est parfois également rattachée à ces lois.
Les lois Ferry redéfinissent en profondeur le droit de l’éducation en France, et modifient la loi Falloux du 15 mars 1850 qui régissait jusque-là cette matière.

## Contexte

### État de la question scolaire et politique
Durant le XIXe siècle, on observe une évolution progressive vers la gratuité.
La loi Guizot du 28 juin 1833 avait été voulue par François Guizot et avait créé les bases d'encadrement et de développement d'un enseignement primaire où l'instruction publique était assurée par les communes avec l'aide de l'État et de l'Église. Néanmoins, celle-ci était hostile à ce dispositif qui imposait aux « maîtres » des obligations de formation qui lui échappaient. Les maires eux sont souvent hostiles pour des raisons financières ; les conseils municipaux fixent le montant de la rétribution scolaire payée par les familles et dressent la liste des enfants qui en sont exemptés. Enfin, l'instruction primaire des filles est peu concernée. Néanmoins le nombre d'écoles primaires s'accroît rapidement, de 31 000 en 1833 à 43 514 à la fin de 1847.
En 1848, un projet d'Hippolyte Carnot visant à instituer la gratuité dans les écoles publiques est rejeté. C'est Victor Duruy, sous le Second Empire, qui réorganise et accélère la création des écoles mais laisse en place la plupart des principes de Guizot. Avec la loi du 10 avril 1867, Duruy contribue à développer l'enseignement primaire. Celle-ci oblige les communes de plus de 500 habitants à créer une école de filles. Il encourage la gratuité de l’éducation en incitant les communes pauvres à la décréter, avec garanties de subventions de l'État. À l'octroi de bourses s’ajoute bientôt la création de la Caisse des écoles, destinée à l'aide aux élèves issus de familles nécessiteuses. Entre 1837 et 1881, juste avant la promulgation de la loi de gratuité, le pourcentage d'élèves jouissant de la gratuité était passé de 31,5 % à 66 %.
Avant les lois Jules Ferry, la loi Guizot avait institué une instruction morale et religieuse obligatoire. Celle-ci avait été maintenue avec la loi Falloux. La mise en place d’une instruction primaire laïque, gratuite et obligatoire figure au programme des républicains dès 1869 (« programme de Belleville »).

### Situation politique

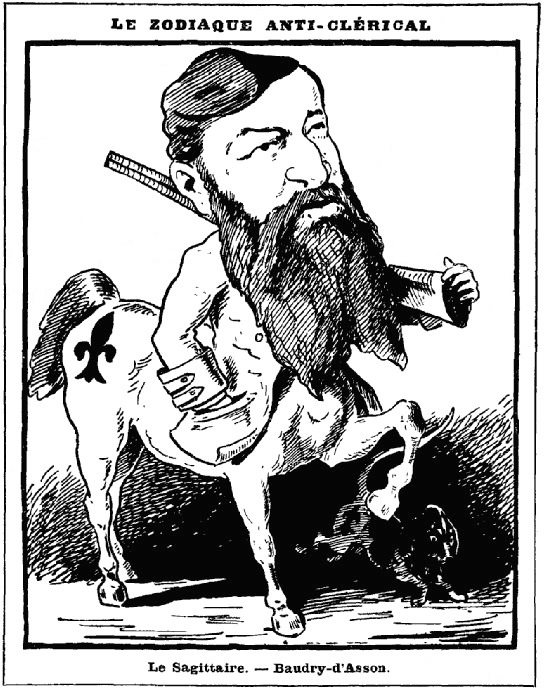
Caricature de Léon-Armand de Baudry d'Asson, député monarchiste fermement opposé aux lois Ferry.

Votées par les « républicains opportunistes » sous la Troisième République, ces lois sont d'abord une victoire contre la droite monarchiste, évincée du pouvoir après la crise du 16 mai 1877. Avec les lois de 1884 amendant les lois constitutionnelles de 1875 et les expulsions des congrégations religieuses enseignantes en 1880, elles sont un pas décisif dans la consolidation du régime républicain et dans l'établissement de la laïcité : suppression des prières publiques notamment.
Les lois Ferry sur l'instruction sont une conséquence de la guerre de 1870, perdue contre la Prusse. Les soldats allemands étant jugés mieux instruits que les Français, comme ne cesse de le rappeler la presse contemporaine ou le discours de Jules Ferry à Reims en 1882 où il dit :

« L'instituteur prussien a fait la victoire de sa patrie, l'instituteur de la République préparera la revanche. »

La Troisième République chercha à compenser ce handicap, afin de préparer la revanche. Dès la naissance de la Troisième République, durant le Siège de Paris (1870), Jules Ferry alors maire de Paris, avait instauré une commission mixte de l'enseignement. Les travaux de cette commission portant sur la gratuité, sur la laïcité et sur l'éducation des filles sont consignés dans le rapport Delon-Coignet
Les lois de l'instruction de Jules Ferry sont aussi fondées sur la conviction qu'elles permettront l'introduction progressive des idées républicaines dans les régions de France les plus isolées. L'idée transmise par les « hussards noirs » de la République est celle que la République est le seul système capable de s'adapter au progrès, notion importante au XIXe siècle.[réf. nécessaire]
Outre la volonté d'inculquer aux jeunes Français un patriotisme fervent, Ferry avait également comme ambition de freiner la progression des idées socialistes voire anarchistes, qu'il a eu l'occasion de combattre lors de la Commune de Paris. Ainsi lors d'un discours au conseil général des Vosges en 1879, il déclara : « Dans les écoles confessionnelles, les jeunes reçoivent un enseignement dirigé tout entier contre les institutions modernes. […] Si cet état de choses se perpétue, il est à craindre que d'autres écoles ne se constituent, ouvertes aux fils d'ouvriers et de paysans, où l'on enseignera des principes totalement opposés, inspirés peut-être d'un idéal socialiste ou communiste emprunté à des temps plus récents, par exemple à cette époque violente et sinistre comprise entre le 18 mars et le 24 mai 1871. »

## Contenu des lois
Les deux lois usuellement dites « lois Jules Ferry » sont les suivantes :
- La loi du 16 juin 1881 établissant la gratuité absolue de l’enseignement primaire dans les écoles publiques, publiée au Journal officiel de la République française (JORF) du 17 juin[9] ;
- La loi du 28 mars 1882 sur l’enseignement primaire obligatoire[10], publiée au JORF du 29 mars.

Les deux lois sont promulguées par le Président de la République Jules Grévy, et contresignées par Jules Ferry, alors ministre de l’Instruction publique et des Beaux-Arts. La première loi, seule, est également contresignée par le ministre de l’Intérieur et des Cultes Ernest Constans.
D’autres lois relatives à l’éducation ont également été portées par Jules Ferry, en sa qualité de ministre de l’Instruction publique, entre 1879 et 1883. Au sens le plus large, les lois Jules Ferry désignent, outre les deux précédentes :
- La loi du 9 août 1879 relative à l’établissement des écoles normales primaires ;
- La loi du 18 mars 1880 relative à la liberté de l’enseignement supérieur ;
- La loi du 27 février 1880 relative au Conseil supérieur de l’instruction publique et aux conseils académiques ;
- La loi du 21 décembre 1880 sur l’enseignement secondaire des jeunes filles, qui crée les lycées de jeunes filles ; cette loi a été proposée par le député de Saint-Denis Camille Sée. Elle est transmise le 27 janvier 1881. Elle est finalement adoptée le 9 et 10 décembre après une ultime délibération. L’objectif de cette loi est de sélectionner les connaissances transmises aux filles pour former de futures femmes et mères de famille. À ce titre, la philosophie et les enseignements mathématiques sont réduits par rapport à l'enseignement masculin, tandis que certaines matières littéraires sont valorisées[12].
- La deuxième loi du 16 juin 1881, relative aux titres de capacité de l’enseignement primaire, qui définit les exigences de diplômes et titres pour l’exercice des fonctions d’instituteur et de directrice de salle d’asile[13].

La loi Goblet du 30 octobre 1886 est débattue et promulguée après la chute de Jules Ferry en 1885. Néanmoins, l’empreinte de Ferry sur la préparation de cette loi et son lien avec la loi de 1882, qu’elle prolonge en excluant le personnel religieux de l’enseignement public, font que cette loi est parfois citée parmi les « lois Jules Ferry ».

### Gratuité de l’enseignement public et obligation d’instruction
La gratuité de l’enseignement public dans les écoles et les salles d’asile est établie par la première loi du 16 juin 1881 (article premier). La rétribution scolaire, instaurée par la loi Falloux de 1850 est supprimée. La loi règle également, en conséquence, les modalités de financement de l’enseignement scolaire par les communes, les départements et l’État. Elle porte également sur le traitement des instituteurs.
Après l’obligation de construction d’écoles publiques sous la monarchie de Juillet (loi Guizot) et la Deuxième République (loi Falloux du 15 mars 1850), la gratuité de celle-ci est un prérequis indispensable pour que l’instruction primaire puisse être rendue obligatoire. L’adoption de cette obligation est toutefois l’objet de débats plus vifs que pour la gratuité, dès lors que se pose la question de la place à accorder à l’instruction religieuse dans la loi. Cette obligation est formulée par la loi du 28 mars 1882.
La loi fixe les composantes de l’enseignement primaire (article premier, voir encart) en complétant et en modifiant celles qui résultaient de la loi Falloux et le rend obligatoire pour les enfants de six à treize ans (article 4). Toutefois, les enfants titulaires d'un certificat d’études primaires, lequel peut être présenté à partir de onze ans, sont dispensés de l’obligation (article 6). Les communes restent chargées de l’organisation matérielle de l’enseignement scolaire : dans cette tâche, le maire est assisté par une commission scolaire municipale (article 5). Il leur incombe de recenser les enfants ayant l’âge légal d’instruction et les informer de la rentrée des classes (article 8). Les responsables légaux des enfants (père, tuteur, gardien ou patron) ont une obligation de faire connaître au maire les modalités selon lesquelles ils comptent instruire leurs enfants : scolarisation à domicile ou dans une école publique ou privée (article 7) ; toutefois, en l’absence de déclaration, l’enfant est inscrit d’office à l’école publique communale (article 8).
La loi définit une obligation d’instruction et non de scolarisation. En vertu de l’article 4, l’instruction peut être donnée dans les établissements d’instruction, les écoles publiques ou libres ou dans les familles. L’école elle-même n’est donc rendue ni obligatoire ni dépendante, pas plus qu’elle ne l’est devenue par la suite. En revanche, les inspecteurs d’académie font connaître aux parents choisissant l’instruction à domicile l’obligation qui pèse sur eux (article 9). En outre, les enfants instruits à domicile doivent passer un examen annuel, et doivent obligatoirement être inscrits à l’école publique communale si leurs résultats sont insuffisants (article 16). Seules les populations des communes pour lesquelles un arrêté ministériel constate l’insuffisance de locaux scolaires sont dispensées de toute obligation (article 18).
Pour les élèves scolarisés à l’école publique, l’assiduité est de rigueur. Les directeurs d’école ont l’obligation de dresser la liste des absences, et les parents doivent justifier celles-ci devant la commission scolaire (article 10). Quatre demi-journées d’absence sans justification admise au cours d’un mois entraînent la convocation du responsable légal par la commission municipale scolaire pour un rappel formel du texte de la loi (article 12). En cas de non-comparution ou de récidive, l’affichage public des noms, prénoms et qualités du parent et l’obligation à laquelle il a été manqué sont ordonnés (article 13). Une nouvelle récidive constitue une contravention pénale de troisième classe et entraîne la saisine du juge de paix aux fins de condamnation à une amende ou à une courte peine d’emprisonnement (article 14). La commission scolaire municipale peut toutefois prononcer des dispenses ponctuelles (article 15).
Ces lois ont entériné la massification de l’enseignement primaire pour les enfants des deux sexes plus qu’elles ne l’ont imposé : les efforts précédents avaient déjà permis de réduire le nombre d’enfants non-scolarisés à 600 000. C’est surtout la scolarisation des jeunes filles des campagnes qui faisait jusque-là défaut et est en pratique assurée par la loi du 28 mars 1882.
Si ces lois sont censées soustraire les fillettes de 6 à 13 ans à l’exploitation précoce du labeur domestique ou rétribué et les garçons de moins de 13 ans au travail à l’usine, elles ne réussissent pas à limiter totalement la durée du travail des enfants. Ainsi, la loi du 2 novembre 1892 ramène la durée maximale de travail des enfants à 10 heures quotidiennes à 13 ans et à 60 heures hebdomadaires entre 16 et 18 ans.

### Laïcisation
La loi du 28 mars 1882 s’inscrit dans un mouvement de laïcisation de l’enseignement primaire public, dont elle est l’une des étapes fondamentales. Ce mouvement concerne deux dimensions de l’enseignement : le remplacement des religieux par des laïques dans le corps enseignant, et l’élimination du contenu religieux des programmes scolaires.

#### Personnel enseignant
La multiplication, sous l’effet de la loi du 9 août 1879, des écoles normales primaires, a permis d’augmenter le nombre d’instituteurs indépendants de tout organe religieux. La loi du 27 février 1880 relative au Conseil supérieur de l’instruction publique et aux conseils académiques, a par ailleurs exclus les représentants de l’Église et les autres personnalités extérieures au monde de l’enseignement de ces instances.
Néanmoins, la loi Falloux de 1850, toujours en vigueur, permet une large emprise des congrégations religieuses sur l’enseignement primaire. L’article 18 de la loi confie un pouvoir d’inspection aux établissements d’enseignement primaire publics ou libres aux représentants des quatre cultes concordataires (catholique, luthérien, réformé et israélite). Son article 44 donne à ces mêmes représentants un pouvoir de « surveillance et direction morale » aux côtés du maire de la commune : les écoles leur sont toujours ouvertes. L’article 31, enfin, donne aux consistoires des trois religions minoritaires le droit de présentation pour les instituteurs relevant de leur culte. La loi du 28 mars 1882 abroge l’ensemble de ces dispositions (article 3).
Les instituteurs religieux restent néanmoins, admis, du moment qu’ils sont titulaires du brevet de capacité pour l’enseignement primaire. Cette nouvelle obligation résulte de la seconde loi du 16 juin 1881, relative aux titres de capacité de l’enseignement primaire : l’article 25 de la loi Falloux, abrogé, dispensait au contraire explicitement les ministres des cultes concordataires. La laïcisation complète du personnel enseignant des écoles publiques, c’est-à-dire le remplacement des membres du clergé par des instituteurs indépendants du culte, ne sera réalisée qu’en 1886 par la loi Goblet.

#### Contenu des programmes
En imposant une obligation d’instruction primaire aux enfants, la loi du 28 mars 1882 fixe les matières à enseigner. La liste était auparavant établie par l’article 23 de la loi Falloux, et incluait l’« éducation morale et religieuse ». La loi de 1882 remplace cette matière par une « instruction morale et civique », et supprime donc toute référence à la religion parmi les matières obligatoires.
En revanche, l’article 2 de la loi reconnaît explicitement la place de l’enseignement religieux, mais l’exclut des écoles publiques. D’une part, cet enseignement reste possible, à titre facultatif, dans les écoles privées. D’autre part, l’enseignement dans les écoles publiques doit laisser un jour libre aux élèves (d’abord le jeudi, puis le mercredi) outre le repos dominical : la loi prévoit explicitement que cette journée est destinée à permettre aux parents de donner s’ils le souhaitent une instruction religieuse aux enfants. Cette instruction doit toutefois se tenir hors des écoles publiques.
Ce faisant, la loi distingue, dans l’éducation, une sphère publique où s’applique la neutralité de l’État et une sphère privée dans laquelle la religion est pleinement admise. En revanche, l’instruction ne peut échapper totalement à la sphère publique dans la mesure où les disciplines non-religieuses sont obligatoires y compris pour les élèves qui ne sont pas scolarisés dans des établissements publics.

## Conséquences des lois Ferry

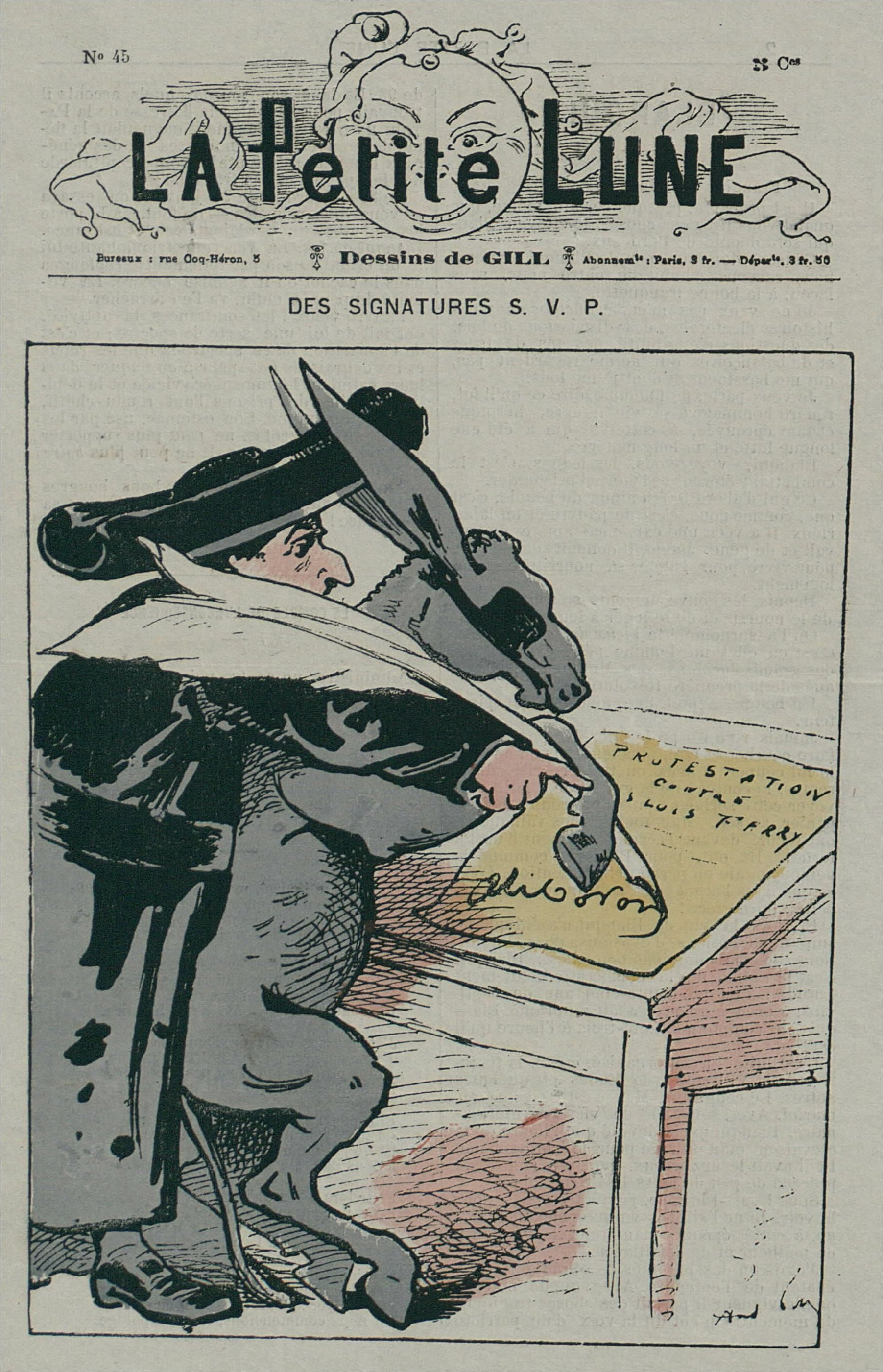
Un prêtre fait signer à un âne une protestation contre les lois Ferry (caricature d'André Gill, 1878-1879).

### Tensions avec les catholiques
Une des conséquences immédiates de la loi de 1882 est le déclenchement de la première guerre des manuels, à la suite de la mise à l'Index de plusieurs manuels de morale laïque hostiles aux doctrines catholiques.
Ces tensions se ranimeront ensuite avec la loi de 1904 supprimant les congrégations enseignantes, suivie peu après d'une guerre scolaire qui agite la France entre 1907 et 1914.

### Impact sur l'enseignement
Les lois Ferry, à la base de la « République des instituteurs » (Mona Ozouf et Jacques Ozouf), ont pour conséquence une scolarisation quasi-complète — donc une alphabétisation et une « francisation » — des enfants français, s'inscrivant ainsi dans le projet des Lumières d'émancipation du peuple souverain.
L'enseignement est donné en français, diffusant ainsi à l'échelle du territoire national l'usage d'une même langue. Tout enseignement dans les langues locales (que ce soit par exemple le breton, le basque, l'occitan ou l'arabe et le kabyle en Algérie, annexée en 1848), qualifiées de « patois », était interdit. En ceci, l'école laïque, gratuite et quasi obligatoire a été, avec la conscription, l'un des instruments essentiels de « nationalisation de la société » par l'État, ou encore de consolidation de l'État-nation français.
Les instituteurs, « hussards noirs de la République », ont été par la suite l'un des soutiens sociaux les plus constants du Parti radical qui a dominé la scène politique française à partir des dernières années du XIXe siècle. L'œuvre éducative des instituteurs a parfois été attaquée : ainsi, Gustave Le Bon stigmatisait, dans Psychologie des foules (1895), des enseignants qui diffuseraient des « idéologies subversives » telles que le socialisme et l'anarchisme.
Les lois de Jules Ferry suppriment l'instruction religieuse à l'école. Une journée dans la semaine (le jeudi) est laissée libre pour permettre aux familles qui le souhaitent d’envoyer leurs enfants au catéchisme. 

### Impact plus général sur la laïcité en France
Les lois Ferry s’inscrivent dans un mouvement de neutralisation religieux de l’enseignement scolaire et définissent le cadre de la laïcité scolaire. Cette dernière, plus stricte que le principe général de laïcité en droit, en forme toutefois une composante. Les lois Ferry constituent ainsi l’une des premières grandes œuvres de laïcisation du pays, vingt ans avant la loi du 9 décembre 1905 concernant la séparation des églises et de l’État.
C’est d’ailleurs à la suite des lois Ferry que le terme « laïcité » évolue pour prendre le sens qui lui est aujourd’hui donné. Alors que « laïque » désigne initialement une personne non-religieuse, le terme « laïcité » apparaît comme néologisme dans le Dictionnaire de pédagogie et d’instruction primaire de Ferdinand Buisson en 1887 pour désigner les principes portés par les lois Ferry. Il sera repris après la loi de 1905 pour désigner l’ensemble de l’équilibre juridique résultant des trente premières années de la Troisième République.